# セトノセラス
セトノセラス（学名 : Cetonoceras）は、前期ジュラ紀の後期プリンスバッキアンに生息していたアンモナイトの属。この属の化石はイタリア、フランス、スペイン、ポルトガル、ハンガリー、オーストリアで発見された。

## 説明
殻の渦は最初に窪んでおり、やがて丸みを帯び圧縮されるようになった。第一の肋は丈夫で、一般的に分岐していった。また、第二の肋はより繊細なもの。幼体の殻では竜骨に結節があるが、外側の殻では減少傾向にあった。類似の属にレイネスコエロセラスがいるが、肋の分岐を欠いている。